# Synoda (1971)
Biskupská synoda v roce 1971 byla druhým řádným generálním shromážděním v historii biskupské synody. Její program se skládal ze dvou témat: služebné kněžství a spravedlnost ve světě. Synoda podpořila postoj papeže Pavla VI. k celibátu duchovních, přičemž se proti němu postavila značná opozice.